# Liste der Landkreise im Saarland
Diese Liste umfasst alle Landkreise des Saarlands. Als politische Einheit entstand das Saarland als „Saargebiet“ im Jahre 1920 infolge des Versailler Vertrages. Nach dem Zweiten Weltkrieg gehörte das Gebiet des heutigen Saarlandes bis 1947 zur französischen Besatzungszone. Im Jahre 1947 wurde das Gebiet unter dem Namen „Saarland“ eine autonome Region in den heute noch gültigen Grenzen. Nach einer Volksabstimmung im Jahre 1955 trat das Saarland am 1. Januar 1957 der Bundesrepublik Deutschland bei.
Im Saarland leben 1.014.047 Einwohner auf 2569,67 Quadratkilometern. Das entspricht einer Bevölkerungsdichte von 395 Einwohnern pro Quadratkilometer (Ew/km²) (Stand 31. Dezember 2023). Das Saarland grenzt an Rheinland-Pfalz sowie die europäischen Staaten Luxemburg und Frankreich.

## Hinweise zur Nutzung der Tabelle
Voreingestellt ist diese Tabelle in alphabetischer Reihenfolge nach dem Namen des Kreises geordnet. Sortierbar ist sie zudem (1) alphabetisch nach dem Namen der Kreise, (2) alphabetisch nach dem Namen des jeweiligen Kreissitzes, (3) nach Fläche, (4) nach der Einwohnerzahl und (5) nach Bevölkerungsdichte. Unter den Bemerkungen werden geografische Besonderheiten der jeweiligen Städte und Kreise aufgeführt, darunter etwa Gebirge und Berge und Flüsse.

## Übersicht
| Landkreis/ kreisfreie Stadt   | Kreisstadt  | Wappen   | Lage     | Kfz        | Einw.     | Fläche (in km²) | Ew/km² | Bemerkungen | Bild                                      |
| ----------------------------- | ----------- | -------- | -------- | ---------- | --------- | --------------- | ------ | --- | ----------------------------------------- |
| Merzig-Wadern                 | Merzig      |          |          | MZG        | 109.336   | 556,66          | 196    | flächenmäßig größter Landkreis; bereits 1816 als Teil der Rheinprovinz gegründet, 1920 Trennung in Stammkreis mit Sitz in Merzig und sogenannten Restkreis mit Sitz in Wadern, 1946 wieder vereinigt und damit neu entstanden, seit 1964 Bezeichnung Landkreis Merzig-Wadern, zwei Städte und fünf Gemeinden; Saargau; grenzt an Luxemburg, Frankreich und den Landkreis Trier-Saarburg; Saar und Mosel | Saarschleife                              |
| Neunkirchen                   | Ottweiler   |          |          | NK, OTW    | 133.667   | 249,80          | 535    | kleinster Kreis des Saarlands; 1974 Nachfolger des Landkreises Ottweiler, Sitz in Ottweiler, Kreisstadt ist Neunkirchen; zwei Städte und fünf Gemeinden; nur 18 Kilometer lange Grenze zu Rheinland-Pfalz; Saar-Nahe-Bergland; Blies | ehemalige Industrieanlagen in Neunkirchen |
| Saarbrücken (Regionalverband) | Saarbrücken |          |          | SB, (VK)   | 332.461   | 410,95          | 809    | Saarbrücken ist Landeshauptstadt; 1974 entstand Stadtverband Saarbrücken aus der Stadt Saarbrücken und dem Landkreis Saarbrücken, Regionalverband entstand am 1. Januar 2008 aus dem Stadtverband, fünf Städte und fünf Gemeinden; Grenze zu Frankreich; Saar | Ludwigskirche in Saarbrücken              |
| Saarlouis                     | Saarlouis   |          |          | SLS        | 206.094   | 459,35          | 449    | bevölkerungsreichster Kreis nach dem Regionalverband Saarbrücken; bereits 1816 als Teil der Rheinprovinz gegründet, 1974 bei Kreisreform um einige Gemeinden vergrößert, drei Städte und zehn Gemeinden; grenzt an Frankreich; Saar und Prims | Saardom in Dillingen                      |
| Saarpfalz-Kreis               | Homburg     |          |          | HOM, (IGB) | 144.478   | 418,28          | 345    | 1974 aus den Landkreisen Sankt Ingbert und Homburg gegründet als Saar-Pfalz-Kreis, 1989 Saarpfalz-Kreis, vier Städte und drei Gemeinden; grenzt an Frankreich, Landkreis Kaiserslautern und Zweibrücken; Bliesgau | Schlossberghöhlen in Homburg              |
| St. Wendel                    | St. Wendel  |          |          | WND        | 88.056    | 476,07          | 185    | Kreis mit der geringsten Bevölkerung; 1834 als Teil der Rheinprovinz gegründet, 1920 Abtrennung des Gebietes um Baumholder, 1947 Erweiterung um weitere Gemeinden, eine Stadt und sieben Gemeinden; grenzt an den Landkreis Kusel, den Landkreis Birkenfeld und den Landkreis Trier-Saarburg; Saar-Nahe-Bergland; Nahe und Blies, Bostalsee                                                             | Grabmal des Wendelinus                    |
| Saarland                      | Saarland    | Saarland | Saarland | Saarland   | 1.014.047 | 2.571,00        | 394    | |                                           |

## Nachweise
- Saarland.de – Amtliche Einwohnerzahlen Stand 31. Dezember 2023, basierend auf dem Zensus 2022 (Hilfe dazu).